# Ван Вейгерден, Корнелис
Корнелис ван Вейгерден (нидерл. Cornelis van Wijgerden; род. 23 мая 1950) — нидерландский шахматист, международный мастер (1978).
В составе сборной Нидерландов участник 8-го командного Чемпионата Европы (1983) в Пловдиве, где показал 3-й результат на своей доске.

## Изменения рейтинга
| Графики недоступны из-за технических проблем. См. информацию на Фабрикаторе и на mediawiki.org. |